# Медисон (Мисисипи)
Медисон (енгл. Madison) град је у америчкој савезној држави Мисисипи.

## Демографија
По попису из 2010. године број становника је 24.149, што је 9.457 (64,4%) становника више него 2000. године.
| Група             | 2000.          | 2010.          |
| Белци             | 13.629 (92,8%) | 20.427 (84,6%) |
| Афроамериканци    | 719 (4,9%)     | 2.471 (10,2%)  |
| Азијати           | 176 (1,2%)     | 771 (3,2%)     |
| Хиспаноамериканци | 102 (0,7%)     | 279 (1,2%)     |
| Укупно            | 14.692         | 24.149         |